# Leopold Olcyngier
Leopold Olcyngier (ur. 5 listopada 1805 w Tyczynie, zm. 30 maja 1884 tamże) – poseł do Sejmu Krajowego Galicji I kadencji (1861–1867), ksiądz rzymskokatolicki, proboszcz w Tyczynie.
Urodził się w Tyczynie jako syn Kacpra i Julii Pauliny z domu Faygiel de Rozprza. Po śmierci rodziców wychowywany przez wuja, księdza Franciszka Faygla. Uczył się w Jaśle, do gimnazjum uczęszczał w Rzeszowie, a studia filozoficzne i teologiczne odbył w Przemyślu i we Lwowie. Święcenia kapłańskie przyjął w roku 1828 w Przemyślu. Jako młody kapłan był katechetą gimnazjalnym w Rzeszowie, następnie objął zarząd parafii w Kraczkowej i Krzemienicy. W 1831 został proboszczem  w Tyczynie i pełnił tę funkcję do końca życia. W latach 1840–1883 wykonywał obowiązki dziekana rzeszowskiego. Oprócz działalności duszpasterskiej był powiatowym inspektorem szkół ludowych, członkiem Towarzystwa Ekonomicznego we Lwowie, Towarzystwa Rolniczego w Krakowie. W 1850 cesarz Franciszek Józef I odznaczył go Złotym Krzyżem Zasługi z Koroną. Wybrany do Sejmu Krajowego w IV kurii obwodu Rzeszów, z okręgu wyborczego nr 61 Tyczyn-Strzyżów złożył mandat z powodu złego stanu zdrowia.  Na opróżniony przez niego mandat wybrano 15 września 1866 Stanisława Szurleja, ale Sejm uznał ten wybór za nieważny. 29 lutego 1860 został Honorowym Obywatelem Rzeszowa. Pochowany został w Tyczynie na miejscowym cmentarzu.